# Programcollege
Een programcollege is een overheidsbestuur dat een regeerprogramma als uitgangspunt heeft en niet op een parlementaire meerderheid in het controlerend orgaan is gebaseerd.
Vaak vormt men een programcollege bij een ernstig politiek verdeeld parlement of als de politieke bevoegdheid van het overheidsbestuur nog in opbouw is, bijvoorbeeld na een wijziging van de grondwet (zoals na de Belgische Staatshervormingen) of na een revolutie. Het moet noodzakelijkerwijs meer vechten om politieke voorstellen aangenomen te krijgen: er is geen gegarandeerde politieke meerderheid in het parlement. Het heet ook een extraparlementaire regering die het vaak moet hebben van maatschappelijke druk van buiten het parlement.
Voorbeelden uit de Nederlandse landelijke politiek van de vorige eeuw:
- het kabinet-Schermerhorn-Drees
- het kabinet-Den Uyl

Programcolleges komen in de Nederlandse gemeentepolitiek regelmatig voor als er geen afspiegelings- of meerderheidscollege te vormen is.